# Ľubomír Jahnátek
Ľubomír Jahnátek, né le 16 septembre 1954 à Bratislava, est un homme politique slovaque membre de Direction - Social-démocratie (SMER-SD). Il est ministre de l'Économie entre 2006 et 2010, et ministre de l'Agriculture de 2012 à 2014.

## Biographie

### Formation et vie professionnelle
Il étudie le génie chimique entre 1973 et 1978 à l'université technique slovaque, puis travaille dans diverses sociétés jusqu'en 2005. Cette même année, il prend en effet les fonctions de doyen de la faculté de la science et de la technologie des matériaux de son université, installée à Nitra.

### Engagement politique
Le 4 juillet 2006, il est nommé ministre de l'Économie dans le premier gouvernement du président du gouvernement social-démocrate Robert Fico. À sept jours de la fin de son mandat, le 1er juillet 2010, il devient ministre de l'Économie et des Travaux publics en application d'une modification législative du périmètre des départements ministériels.
Député au Conseil national de la République slovaque entre 2010 et 2012, Ľubomír Jahnátek est désigné ministre de l'Agriculture et du Développement rural le 4 avril 2012, à la formation du gouvernement Fico II. Il est remplacé le 23 mars 2016 par Gabriela Matečná.